# Micromus swezeyi
Micromus swezeyi is een insect uit de familie van de bruine gaasvliegen (Hemerobiidae), die tot de orde netvleugeligen (Neuroptera) behoort. 
Micromus swezeyi is voor het eerst wetenschappelijk beschreven door Zimmerman in 1940.